# بدون تو (ترانه دیکسی چیکس)
«بدون تو» (به انگلیسی: Without You) تک‌آهنگی از دیکسی چیکس است که در سال ۲۰۰۰ میلادی منتشر شد.
این تک‌آهنگ در چارت‌های در رتبه اول قرار گرفت.